# タキサン-10β-ヒドロキシラーゼ
タキサン-10β-ヒドロキシラーゼ（taxane 10β-hydroxylase）は、ジテルペノイド生合成酵素の一つで、次の化学反応を触媒する酸化還元酵素である。
タキサ-4(20),11-ジエン-5α-イル酢酸 + NADPH + H+ + O2 {\displaystyle \rightleftharpoons } 10β-ヒドロキシタキサ-4(20),11-ジエン-5α-イル酢酸 + NADP+ + H2O
この酵素の基質はタキサ-4(20),11-ジエン-5α-イル酢酸、NADPH、H+とO2で、生成物は10β-ヒドロキシタキサ-4(20),11-ジエン-5α-イル酢酸、NADP+とH2Oである。
組織名はtaxa-4(20),11-dien-5α-yl acetate,NADPH:oxygen oxidoreductase (10β-hydroxylating)である。